# Orange (telekommunikációs cég)
Az Orange egy francia távközlési vállalat. 2019 végén világszerte közel 266 millió ügyfele volt, ez meghaladja a 2018-ban közzétett számokat.
2018-ban az Orange 41,391 milliárd eurós forgalmat ért el minden tevékenységével, és világszerte 266 millió ügyfele volt, mobilszolgáltatásait 201 millióan vették igénybe, internetszolgáltatásait pedig 18,2 millióan vették igénybe.